# Hendrik Collot d'Escury
Hendrik Collot d'Escury, né le 4 septembre 1773 à Rotterdam et mort le 14 mai 1845 à La Haye, est un homme politique néerlandais.

## Biographie
Hendrik Collot d'Escury est le fils de Johan Marthe Collot d'Escury et le neveu de Johan du Tour. Marié à Ida Cornelia van Rees, il est le beau-père du ministre Jacques Jean Quarles van Ufford (nl).

## Mandats et fonctions
- Membre de l'Assemblée des notables
- Président de la Seconde Chambre des États généraux : 1832-1833, 1834-1835